# Miloslav Ransdorf
Miloslav Ransdorf (15. února 1953 Rakovník – 22. ledna 2016 Praha) byl český komunistický politik, filozof a historik. Od roku 2004 do své smrti vykonával mandát poslance Evropského parlamentu. V letech 1996–2004 zasedal v dolní komoře českého parlamentu. Mezi roky 1990–1992 působil jako poslanec Federálního shromáždění.
Během veřejného života byl spojen s několika kontroverzemi, které vzbudily mediální zájem. Naposledy se jednalo o zadržení ve švýcarské bance v souvislosti s podezřením z majetkového trestného činu, které se však později nepotvrdilo – dle médií bylo dokonce v této věci později zúčastněným švýcarskými úřady přiznáno odškodné.

## Život
Miloslav Ransdorf byl ženatý, dcera Aneta se narodila v roce 1990. Zastával ateistické názory.

### Vzdělání a profesionální kariéra
V roce 1977 absolvoval Filosofickou fakultu Univerzity Karlovy v Praze, obor historie a filosofie. Titul PhDr. získal roku 1978 (dizertace Politické teorie rané renesance a reformace), titul CSc. v roce 1982 (dizertace Husitská ideologie a vznik raně buržoasního myšlení). V letech 1984 až 1992 pracoval v Prognostickém ústavu ČSAV.
V médiích se různě objevovaly informace o jeho širokých jazykových schopnostech, na přímý dotaz sám veřejně odpověděl, že na různé úrovni ovládá angličtinu, němčinu, nizozemštinu, francouzštinu, italštinu, španělštinu, portugalštinu, ruštinu, polštinu, srbochorvatštinu, bulharštinu, maďarštinu, finštinu a některé další jazyky, přičemž uváděl, že státní jazykové zkoušky má z němčiny a ruštiny; jako svůj koníček pak označil čtení ve staré řečtině a hebrejštině.

### Politická kariéra
Po sametové revoluci se zapojil aktivně do politiky. Byl členem Demokratického fóra komunistů, reformní skupiny v KSČ, která prosazovala široké změny ve fungování a programu komunistické strany v důsledku politických změn po listopadu 1989.
Ve volbách roku 1990 zasedl do české části Sněmovny národů Federálního shromáždění ČSFR (volební obvod Praha) za KSČ (KSČS), která v té době byla volným svazkem obou republikových komunistických stran. Po jejím postupném rozvolňování se rozpadla na samostatnou stranu na Slovensku a v českých zemích. V roce 1991 proto Ransdorf přešel do poslaneckého klubu KSČM. Mandát obhájil za KSČM, respektive za koalici Levý blok, ve volbách roku 1992. Ve Federálním shromáždění setrval do zániku Československa v prosinci 1992.
Ve volbách v roce 1996 byl zvolen do Poslanecké sněmovny Parlamentu České republiky za KSČM a poslanecký mandát obhájil ve volbách roku 1998 i volbách roku 2002. V dolní komoře českého parlamentu pak setrval do roku 2004.
Byl členem Výkonného výboru ÚV KSČM. Na počátku 21. století reprezentoval v KSČM reformní křídlo, které vystupovalo proti konzervativnějším funkcionářům. Podporoval vstup Česka do Evropské unie, za což ho část strany (zejména brněnská organizace) podrobila kritice. Kritický ohlas v části strany vyvolala i jeho kniha Nové čtení z Marxe. Spory mezi těmito dvěma křídly vrcholily v létě 2002. KSČM nakonec svým voličům v referendu o přistoupení k Unii doporučila hlasovat proti. 6. sjezd KSČM konaný v květnu 2004 měl přinést další měření sil mezi reformním a konzervativním křídlem KSČM, ale Miroslav Grebeníček obhájil svůj post předsedy a očekávání, že Ransdorf bude hlavním soupeřem stávajícího předsedy, se nenaplnila. Nejvíce konkurenčních hlasů získal Vojtěch Filip.
Ve stínové vládě KSČM zastával post jejího místopředsedy pro zahraniční politiku a spravoval resort zahraničních věcí a průřezový resort vědy a výzkumu.

### Poslanec Evropského parlamentu
Ve volbách roku 2004 byl zvolen za Českou republiku do Evropského parlamentu a ve volbách získal nejvyšší počet preferenčních hlasů – 142 444. Zde byl členem frakce Evropská sjednocená levice a Severská zelená levice. Působil jako místopředseda Výboru pro průmysl, výzkum a energetiku a náhradník ve Výboru pro rozvoj. Svůj mandát pak obhájil ve volbách roku 2009, a to s třetím nejvyšším počtem preferenčních hlasů. Byl zde opět zařazen do Výboru pro průmysl, výzkum a energetiku.
Ve volbách do Evropského parlamentu v roce 2014 měl být původně lídrem kandidátky, vzhledem k dluhům a finančním problémům, které vyšly najevo, byl zařazen až na 4. místo kandidátky KSČM. První místo kandidátky obsadila Kateřina Konečná. Ve volbách získal 14 384 preferenčních hlasů, skončil na druhém místě v rámci kandidátky a vzhledem k zisku tří mandátů pro KSČM byl zvolen poslancem Evropského parlamentu. Byl místopředsedou Výboru pro průmysl, výzkum a energetiku (ITRE).

### Úmrtí
Dne 22. ledna 2016 byl Miloslav Ransdorf převezen do pražského IKEMu, kde ještě téhož dne zemřel na mozkovou příhodu ve věku 62 let. V Evropském parlamentu ho podle informací iDNES.cz uveřejněných 22. ledna 2016 měl nahradit Jaromír Kohlíček. Ačkoli bral ve své funkci nemalý plat, potýkal se Ransdorf s dluhy z dřívějších kampaní. Pohřeb se z vlastní iniciativy rozhodla zorganizovat a zaplatit jeho domovská KSČM.
Gabriela Zimmerová, předsedkyně politické skupiny Evropské sjednocené levice a Severské zelené levice, označila Ransdorfa za velice aktivního a tvrdě pracujícího poslance. Dále uvedla, že jeho odchod „pokládá za velkou ztrátu pro její parlamentní skupinu a bude si jej pamatovat pro jeho lidské kvality, intelektuální schopnosti a hlubokou politickou angažovanost.“ Sociálně demokratický premiér Bohuslav Sobotka vyjádřil soustrast rodině a přátelům zesnulého politika a dodal, že ačkoliv s řadou jeho názorů nesouhlasil, respektoval ho jako velmi vzdělaného člověka, jako politika s širokým rozhledem. Prezident Miloš Zeman označil Ransdorfa za „jednoho z nejbystřejších intelektuálů, kterého kdy poznal“. Europoslanec Jan Zahradil z ODS zesnulého zhodnotil jako „velmi vzdělaného a chytrého člověka, i když někdy poněkud nepraktického.“
Satirický pořad Kancelář Blaník v reakci na Ransdorfovo úmrtí pozdržel uvedení dílu týkajícího se jeho zatčení ve švýcarské bance.

## Kontroverze

### Kauza padělaných výtvarných děl
V roce 2006 byl Miloslav Ransdorf jedním z poškozených v kauze nákupu sbírky obrazů významných umělců, která měla pocházet z majetku německé šlechtické rodiny, nacházející se nyní údajně v majetku seniora neuvědomujícího si jejich hodnotu, vyšlo však najevo, že se jednalo o padělky. Možnost tohoto obchodu mu nabídl jeho spolužák Jiří Včelař Kotas, kterému Ransdorf poskytl značné sumy v hotovosti a zprostředkoval kontakty na další zájemce o koupi. Ransdorf prohlásil, že „více než finančně se cítil poškozen 'mediální skandalizací' celé věci“.

### Dopravní nehody
Ransdorf po několik let budil zájem médií kvůli svým autonehodám. V červnu 2007 srazil chodkyni na přechodu pro chodce v Praze-Dejvicích a způsobil jí lehké zranění. Policie jej kvůli tomu obvinila, později však toto obvinění zrušila pro imunitu a opětovně žádala Evropský parlament o jeho vydání. Stejný typ nehody způsobil Miloslav Ransdorf opět v červenci 2008, kdy na přechodu v Karlovarské ulici v Praze srazil dívku, která utrpěla zranění hlavy a musela být hospitalizována. V dubnu 2010 pak byl účastníkem další nehody, když nedal v Praze přednost zprava při výjezdu ze dvora a střetl se s dalším vozem. Tentokrát se kolize obešla bez zranění. V lednu 2014 ho zachytil server iDNES.cz, jak za volantem za jízdy drží v ruce mobilní telefon.
Sám politik se přihlásil k vině za nehodu z roku 2007 a uvedl, že „s poškozenou jsem se mimosoudně finančně vyrovnal“. Finanční vyrovnání zvolil i v případě nehody z roku 2008. Srážku s chodkyní přičítá mj. hustému dešti a snížené viditelnosti. Třetí nehodu označuje za banální střet, jehož výsledkem byl „několikacentimetrový škrábanec na laku auta“. Policie k ní byla přivolána prý jen proto, že řídil služební vůz.

### Spánek v Evropském parlamentu
Ke konci roku 2011 uveřejnila česká média záběr spícího českého poslance v Bruselu, a to právě v okamžiku snímaného projevu jeho zahraničního kolegy.

### Finanční problémy
V roce 2012 byla na majetek europoslance Ransdorfa – kvůli nesplácení dluhů – uvalena exekuce. Dluh vznikl v roce 2003, kdy mu půjčil jeho přítel Vratislav Šlajer 700 tisíc korun na stavbu vily. Po vypršení termínu splatnosti směnky se dohodli na odkladu a Ransdorf se Šlajerem podepsali smlouvu. Poté však poslanec přestal komunikovat a proto se Vratislav Šlajer rozhodl pověřit vymáháním dluhu exekutora. Podle insolvenčního rejstříku čelil ve stejném roce Ransdorf také návrhu na úpadek, který podal Miroslav Brana. Tomu Ransdorf podepsal směnku na sedm milionů korun. Soud však Branův návrh odmítl, protože Brana nedoložil vztahy k dalším dvěma Ransdorfovým věřitelům – družstvu Unibon a Vratislavu Šlajerovi.
V červnu 2013 média uvedla, že po deseti letech splatil svůj dluh ve výši 3 miliony a 390 tisíc, který měl u spořitelního družstva Unibon a předešel tak možné dražbě svého majetku. Do dražby měl jít jeho pražský dům a panelový byt v pražských Záběhlicích. Na část splátky dluhu si ovšem nově půjčil. Část dluhu uhradil z prodeje svého pražského bytu, který zakoupila vedoucí jeho europoslanecké kanceláře Helena Suchá. Znalec připravující podklady pro dražbu odhadl tržní hodnotu bytu na 2,3 milionu korun.
Europoslanec tvrdil, že se zadlužil kvůli své volební kampani, nikdy však nezveřejnil velikost svých dluhů ani jména věřitelů.

### Muzeum dělnického hnutí
V roce 2013 ho obvinila ředitelka Muzea dělnického hnutí, o.p.s., RSDr. Libuše Eliášová z podvodu a snahy o vytunelování muzea a podala na něj trestní oznámení pro podezření ze spáchání trestných činů poškozování cizích práv, porušení tajemství dopravovaných zpráv a neoprávněného přístupu k počítačovému systému a nosiči informací. Dle vyjádření, které posléze Ransdorf poskytl médiím, vyplývá, že trestní oznámení podáno nebylo, nýbrž bylo odloženo.

### Údajné zneužívání poslaneckých náhrad
V roce 2013 byl v Bruselu reportérem nizozemské televize Geen Stilj TV nařčen ze zneužívání poslaneckých náhrad. Podle novináře měl Ransdorf účelově přijít do budovy Evropského parlamentu jen na dobu několika minut tak, aby podepsal prezenční listinu, díky čemuž by měl nárok na denní poslaneckou náhradu ve výši 300 euro. Europoslanec reportéra odstrčil a odmítl odpovídat na jeho otázky. Sám pak později odmítl, že by zneužíval poslanecké diety: „Ten den jsem cestoval devět hodin, abych stihl odpolední konferenci o perspektivách levice. Poté jsem pracoval v kanceláři. Až večer v půl sedmé jsem se šel zapsat na prezenční listinu a chtěl odejít, ale před budovou se na mě vrhli novináři.“ Na nizozemského reportéra si pak stěžoval vedení parlamentu.
V květnu 2014 podal trestní oznámení na televizi Nova, která ho měla poškodit reportážemi s negativním vyzněním.

### Švýcarská banka
Miloslav Ransdorf byl zadržen 3. prosince 2015 švýcarskou policií společně se třemi Slováky Attilou D., Jurajem H. a Peterem Guzmickým, bývalým starostou obce Ivanka pri Nitre za HZDS. Podle Českého rozhlasu se prý v curyšské bance Zürcher Kantonalbank snažili na falešné doklady vybrat 350 milionů eur (v přepočtu 9,45 miliardy korun). Podle vyjádření slovenského ministra vnitra Roberta Kaliňáka měly předložené dokumenty směřovat k převodu stovek milionů eur, kvůli rozdílnému datu narození vlastníka účtu a tomu, které v nich bylo uvedeno, však banka odmítla transakci provést. Následně se muži měli začít chovat agresivně a byla proto přivolána policie, která je zatkla. Server Aktuálně.cz informoval, že česká policie spolupracuje se švýcarskou ohledně pokusu o podvod. Mluvčí curyšského státního zastupitelství uvedla, že zatčení souviselo s majetkovou trestnou činností.
Poslanecká imunita se ve Švýcarsku na europoslance nevztahovala, protože je platná jen v členských zemích Evropské unie. S dvěma dalšími zadrženými byl nicméně propuštěn v dopoledních hodinách 5. prosince, následně odjel automobilem do Česka. Vedoucí jeho kanceláře Helena Suchá uvedla, že jí po propuštění sdělil, že žádný účet v daném bankovním domu neměl a „o žádný výběr financí v této bance nešlo“. Po návratu vydal tiskové prohlášení, v němž sdělil, že šlo o účet v Kantonalbank Zürich, jehož majitelem má být pan „V. H.“. A protože banka s ním už řadu let údajně nekomunikuje, jeho manažer „P. G.“ vybavil Miloslava Ransdorfa plnou mocí, aby se mezi nimi „pokusil otevřít komunikaci“.
Podle Denníku N mohl být „V. H.“ jediným dědicem nejmenovaného vysokého nacistického pohlavára a peníze na účtu měly pocházet ze zbrojařského průmyslu a patentů. Tyto informace novinám sdělil Ľuboš Gál, starosta Ivanky pri Nitre, jenž funkci převzal od Petera Guzmického, a který se s podobnými tvrzeními setkal už před dvěma lety, aniž by je bral za věrohodné. Guzmický byl také jediným ze čtveřice, který ve Švýcarsku zůstal zadržen, ostatní byli propuštěni. Tuto verzi ale 8. prosince popřel sám Ransdorf, podle nějž šlo o „cílenou provokaci“ kvůli jeho politice. Ta měla spočívat v tom, že byl přemluven, aby zprostředkoval komunikaci mezi bankou a nepohyblivým českým občanem, který zdědil značné finanční prostředky po švýcarské občance. Nepočítal s tím, jak mocný je švýcarský bankovní sektor. Na postup tamní policie, která mu údajně odmítla dát inzulin a léky na tlak, si chce stěžovat. KSČM jeho vysvětlení po předložení neupřesněných dokumentů stačilo. Po spekulacích médií Miloslav Ransdorf doplnil, že „V. H.“ je Vladimír Huněk, už dříve trestaný podvodník, kterému on ale existenci obrovského dědictví, stejně jako jeho úmysl je věnovat na humanitární účely, stále věří.
Koncem dubna 2016 švýcarská prokuratura rozhodla o zrušení obvinění vůči všem podezřelým v této věci, trestní řízení bylo zastaveno – žádný trestný čin nebyl prokázán. Média dokonce uvedla, že všichni účastníci v této kauze dostali od Švýcarska odškodné, přičemž někteří účastníci též médiím sdělili, že budou odškodnění žádat rovněž od uvedené banky.